# GN-007 墮天使GUNDAM
GN-007 墮天使GUNDAM（英語：GN-007 Arios Gundam），為日本科幻動畫作品《機動戰士GUNDAM 00》中登場的機動戰士（Mobile Suit），由阿雷路亞·帕普提茲姆所駕駛。

## 介紹
天上人的第四世代GUNDAM之一，於2312年首次登場。
本機為GN-003 主天使GUNDAM的後繼機，同為高速空戰可變型的機體，但基本性能較前一代更為提高。於飛行形態時，可與GNR-101A GN弓兵戰機合體，合體後稱為「射手墮天使GUNDAM」。
名稱源自於「墮天使」（希臘語：Arioch）。

## 重要戰鬥史

### 第二季

#### 第3話
從托勒密二號直接發射，並送到阿雷路亞手上後首次出擊，單機消滅一台厄運式III。

#### 第5話
首次使用MA型態裝置於機首的大型勾爪，以此武器消滅一台厄運式III。

#### 第25話
阿雷路亞再次與哈雷路亞人格二合為一，並與變革者機體「加萊佐」交戰，把其背部核心戰機拔除後，再以MA型態的大型勾爪挾毀敵機；但不久遭再生GUNDAM以GN翅片獠牙重創，雙臂失去。

### 番外篇
在00I 2314已成為天使所用的3台GUNDAM之一（在大氣層和地上所使用），由尼奧·吉克（前人革聯軍超兵李奧納多·范恩斯）駕駛。
在和ELS戰鬥中，遭ELS侵蝕，並在侵蝕後擬態成ELS 屠龍聖劍型墮天使鋼彈。最後被李奧納多·范恩斯和黛芬尼·貝迪利亞所駕駛的鐵人式槴子擊毁。

## 裝備

### 武裝

#### GN火神砲
於飛行形態時機首部的側面，僅能在飛行狀態時使用。
GN火神砲威力不高，但對於在前方的目標，可以很有效地確保行進路線。

#### GN衝鋒槍
GN衝鋒槍收納於前臂外側，共有4個，具有和主天使鋼彈所持GN雙粒子束機關槍同等級的性能。
GN衝鋒槍能在短時間內從二門槍口連射出GN光束，但火力相對其他Gundam的GN槍較弱；如此設計是希望墮天使鋼彈在高速移動時，仍能維持高命中率。

#### GN雙倍粒子束步槍
GN雙管GN粒子束步槍（英語：GN Twin Beam Rifle），是主天使GUNDAM的雙粒子束機關槍發展型。
步槍上配有水晶傳感器，由天上人獨自開發，也採用在00 GUNDAM的GN劍Ⅱ及智天使GUNDAM的GN狙擊步槍Ⅱ上。
槍身為可動式設計，飛行形態時可向下方地面攻擊，也可集束射擊。

#### GN粒子束軍刀
GN粒子束軍刀收納在腰前擋板內側，並不是實體劍而是純粹的光束劍，和其他GUNDAM的完全相同，擁有不亞於其他鋼彈的GN光束劍的威力。

#### GN粒子束盾牌
主天使GUNDAM的盾牌發展型，由GN粒子所形成的GN盾。
MS型態時掛置於雙肩上，於變型後能合攏成為機首。前端能展開作為大型勾爪，為普通武裝中破壞力最強的，能夠一擊挾斷敵機。

#### GN加農砲
手持式GN加農砲，在GN-007GNHW/M 墮天使GUNDAM GNHW/M所呈現的新設計武裝。火力強勁，能夠一擊破壞敵機；槍身2邊有GN衝鋒槍加裝。

#### GN飛彈集裝箱
在後背所裝置的GN飛彈集裝箱（英語：GN Missile Container），在GN-007GNHW/M 墮天使GUNDAM GNHW/M所呈現的新設計武裝。
每個GN飛彈集裝箱共可發射24枝GN飛彈，含有帶電GN粒子，可作為被敵機接近時，拉開與敵機距離用。

### 特殊裝置

#### GN-Drive
相較於第三世代GUNDAM的GN-Drive皆裝在胸部，本機則是改為安裝在骨盆的位置。
這是考慮到GN-Drive內的「拓撲缺陷」（英語：Topological Defect）對空間會造成微弱影響，同時也為了更有效率的傳送GN粒子至給與腳部推進器和GN弓兵。

#### Trans-AM系統
新生天上人的第四代GUNDAM共通的設計，各機均以使用Trans-AM系統為前提而進行設計。
同時，與舊世代機體使用Trans-AM系統時主要是提升機動性相比，現在則可以依不同機體特性而強化不同能力。本機使用Trans-AM系統時主要為機動性提升。

#### 「龍騎兵」裝備
追加武裝參考了能天使鋼彈的戰劍、力天使鋼彈的導彈，以及德天使鋼彈的加農砲數據而成，為最終決戰開發的重武裝方案；但因機體平衡性能、與GN弓兵戰機配合之間的問題下，所以實戰時採用了墮天使GUNDAM GNHW/M。

## 支援機

### GNR-101A GN弓兵戰機
由月之女神鋼彈改裝而成，墮天使鋼彈專用可變形支援機；GN電容器內粒子量低下時，可與墮天使鋼彈連結，並進行充填。
GN弓兵戰機（英語：GN Archer）可以MS型態作戰，但與墮天使鋼彈進行聯攜、合體作「Gun Archer」戰鬥，才能發揮最大的戰術價值。
「Archer」來自於英文的「弓兵」。
- 類型：支援可變型戰機
- 駕駛員：瑪莉·帕法西（索瑪·皮里斯）
- 長：25.8公尺（飛行型態時）
- 寬：11.6公尺（飛行型態時）
- 重量：30.8公噸
- 機體武裝
  - GN光束軍刀 （GN Beam Saber） ×2
  - GN光束步槍（GN Beam Rifle）×2
  - GN飛彈（GN Missile）×16

- 特殊裝置：
  - 大型GN電容器（Large GN Condenser）×2

- 設計者：柳瀨敬之

## 變化型

### GN-007+GNR-101A 弓兵型墮天使
墮天使GUNDAM與GNR-101A GN弓兵戰機對接合體後，即成為「弓兵型墮天使」（英語：Archer Arios）的形態。
GN弓兵戰機和墮天使合體後，會增強墮天使的機動性、火力及速度。此外，「弓兵型墮天使」在合體時，由墮天使供給GN粒子。
除了戰鬥外，此形態也能為GN弓兵戰機補充GN粒子，對於以GN電容器作為動力源的GN弓兵戰機是十分重要的。

### GN-007GNHW/M 墮天使鋼彈 GNHW/M
追加的GN飛彈集裝箱每個有9個飛彈發射口，而追加的手持式GN加農砲的槍身2邊也有GN衝鋒槍加裝。
型號中的「GNHW」是「GN Heavy Weapon」（GN重型武裝）的意思，「M」是GN飛彈。
- 武裝：
  - GN加農砲（GN Cannon）
  - GN火神砲（GN Vulcan）×2
  - GN飛彈集裝箱（GN Missle Container）×2
  - GN衝鋒槍（GN Submachine Gun）×2
  - GN粒子束軍刀（GN Beam Saber）×2
  - GN粒子束盾牌（GN Beam Shield）×2

- 特殊裝置：
  - Trans-AM系統（Trans-AM System）

### GN-007/AL 屠龍聖劍型墮天使GUNDAM
官方外傳《機動戰士GUNDAM 00V》及《機動戰士GUNDAM 00I 2314》中登場，搭載「龍騎兵」裝備的墮天使GUNDAM。
- 高度：19.1公尺
- 重量：81.5公噸（龍騎兵型裝備重量30.1公噸）
- 武裝：
  - GN飛彈集裝箱（GN Missle Container）×2
  - GN光束加農砲（GN Beam Cannon）
  - GN劍（GN Sword）
  - GN火神砲（GN Vulcan）×2
  - GN衝鋒槍（GN Submachine Gun）×2
  - GN加農砲（Long GN beam Cannon）
  - GN飛彈集裝箱（GN Missle Container）×2
  - GN粒子束軍刀（GN Beam Saber）×2
  - GN粒子束盾牌（GN Beam Shield）×2

- 特殊裝置：
  - 小型GN推進器
  - Trans-AM系統（Trans-AM System）